# Kasper Babski
Kasper (Gaspar) Babski – uczestnik Nocy Listopadowej, podchorąży. Za udział w powstaniu zesłany do guberni tobolskiej. W 1835 przebywał w Iszymiu. Uwolniony w 1841 roku.